# Mathias Porseland
Mathias Porseland (Göteborg, 12 giugno 1986) è un hockeista su ghiaccio svedese professionista che gioca nel ruolo di difensore.